# 杜耶·查萊塔-察爾
杜耶·查萊塔-察爾（塞爾維亞-克羅埃西亞語發音：[dǔːje tɕâleta tsâr]；1996年9月17日—）是一位克羅地亞足球運動員。在場上的位置是中后卫，現效力於西甲球隊皇家蘇斯達 (里昂外借)。他也代表克羅地亞國家足球隊參賽。

## 外部連結
- Duje Ćaleta-Car （页面存档备份，存于） at Croatian Football Federation website